# Paralimnophila harrisoni
Paralimnophila harrisoni là một loài ruồi trong họ Limoniidae. Chúng phân bố ở miền Australasia.